# Hepsetus odoe
Hepsetus odoe é a única espécie da família Hepsetidae. Esta família de peixes actinopterígeos pertence à ordem Characiformes.